# Скунц, Пётр Николаевич
Петр Николаевич Скунц (укр. Петро Миколайович Скунць; 20 мая 1942 — 30 апреля 2007) — украинский поэт, редактор.

## Биография
Родился 20 мая 1942 года в селе Воловом (ныне Межгорье, Закарпатская область, Украина). В 1963 году окончил Ужгородский университет. Работал в областной молодёжной газете. Был редактором Закарпатского областного издательства. Член КПСС. Член СПУ с 1962 года.
Умер 30 апреля 2007 года в Ужгороде.

## Награды и премии
- ПочЁтный гражданин посёлка Межгорье и города Ужгорода[1].
- Областная комсомольская премия имени Дмитрия Вакарова.
- Государственная премия Украины имени Тараса Шевченко (1997) — за сборник стихов «Спроси себя»
- Орден «За заслуги» III степени (2006) — за значительный личный вклад в социально-экономический, культурное развитие Украинского государства, весомые трудовые достижения и по случаю 15-й годовщины Независимости Украины[2]